# Maracás (kommun)
Maracás är en kommun i Brasilien.   Den ligger i delstaten Bahia, i den östra delen av landet, 800 km öster om huvudstaden Brasília. Antalet invånare är 24 615.
Följande samhällen finns i Maracás:
- Maracás

I omgivningarna runt Maracás växer huvudsakligen savannskog. Runt Maracás är det glesbefolkat, med 13 invånare per kvadratkilometer.